# Festival RTP da Canção 2022
O Festival RTP da Canção 2022 foi o 55º Festival RTP da Canção. A primeira semifinal teve lugar no dia 5 de março e a segunda no dia 7 de março, nos estúdios da RTP, em Lisboa.  A final foi disputada no dia 12 de março, também nos estúdios da RTP.        
Pela segunda vez na história do Festival RTP da Canção esta edição teve a sua retransmissão na televisão espanhola através da TEN, TVG e RTVE.

## Locais
| Lisboa | Lisboa           |
| Lisboa | Estúdio 1 da RTP |
| Lisboa | Estúdio 1 da RTP |

## Apresentadores
Nesta edição do Festival da Canção, cada etapa foi apresentada por uma dupla de apresentadores, ao qual se juntou um repórter na green room. Jorge Gabriel e Sónia Araújo foram os apresentadores da 1.ª semifinal,  José Carlos Malato e Tânia Ribas de Oliveira a dupla da 2.ª semifinal, e  Filomena Cautela e Vasco Palmeirim apresentaram a Final do Festival da Canção 2022. Inês Lopes Gonçalves foi a repórter da green room ao longo de toda a edição. Hugo van der Ding foi o responsável pelo acompanhamento nas redes sociais.

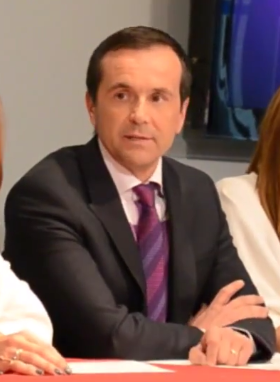
Jorge Gabriel
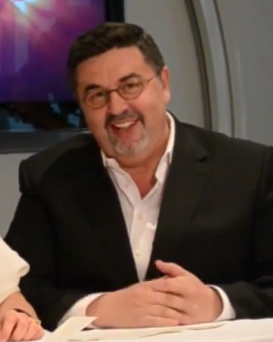
José Carlos Malato
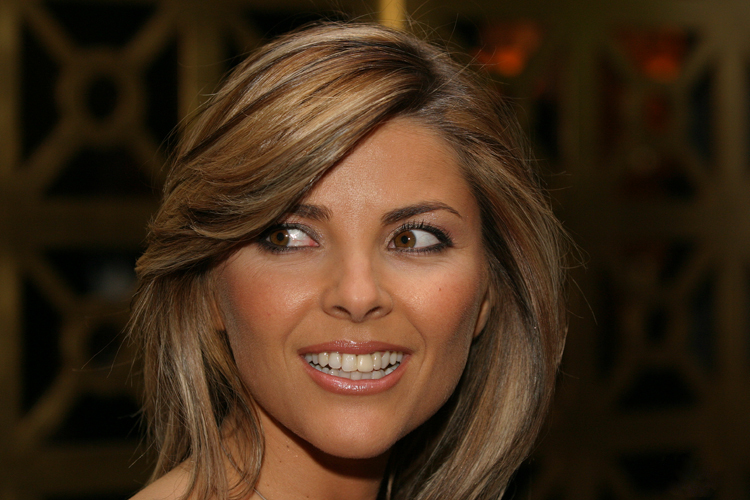
Sónia Araújo

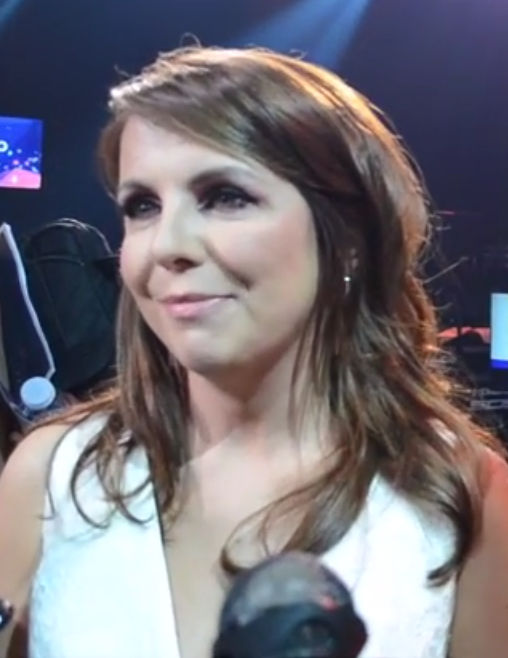
Tânia Ribas de Oliveira
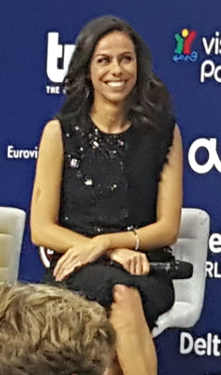
Filomena Cautela

## Jurados
Um grupo de 7 jurados convidados pela RTP compôs o júri desta edição. Este júri foi responsável por 50% da votação nas duas semifinais do Festival da Canção 2022 e foi constituído por:
- Dino D’Santiago
- Dulce Pontes
- Miguel Cadete
- Pedro Granger
- Surma
- Tatanka
- Teresa Salgueiro

## Concorrentes
Esta edição seguiu o mesmo formato da anterior, contando com 20 canções a concurso (10 em cada semifinal).

### Compositores
A RTP convidou 16 compositores para que apresentassem uma canção original e inédita, sendo estes os responsáveis por definir os respetivos intérpretes para as suas canções.
As restantes quatro vagas de compositores resultaram da abertura a candidaturas espontâneas de canções originais e inéditas com uma duração máxima de três minutos. Neste ano, a RTP recebeu mais de 600 submissões de canções. Aqui, puderam concorrer todos os cidadãos de nacionalidade portuguesa ou residentes em Portugal, tivessem ou não trabalhos publicados, o que inclui os portugueses que vivam fora do país, assim como os cidadãos dos PALOP ou de outras nacionalidades que residam em Portugal. Foi constituído um júri para as avaliar, sendo os concorrentes vencedores convidados a apresentá-las a concurso nesta edição. 
Foram convidados pela RTP os seguintes artistas / compositores:
| - Agir - Aurea - Blacci - Cubita | - DJ Marfox - Fábia Rebordão - Fado Bicha - FF | - Joana Espadinha - Kumpania Algazarra - Maro - Norton | - Os Azeitonas - PZ - SYRO - Valas |

Do concurso de livre submissão pública, foram selecionados:
- Pedro Marques
- Pepperoni Passion
- TheMisterDriver
- Tiago Nogueira

### Canções
Cada canção tem a duração máxima de 3 minutos, podendo ser apresentada em português ou numa outra qualquer língua estrangeira.
| Intérprete             | Canção (tradução para português)   | Compositor         | Música e letra                                                                |
| ---------------------- | ---------------------------------- | ------------------ | ----------------------------------------------------------------------------- |
| Milhanas               | "Corpo de Mulher"                  | Agir               | Agir                                                                          |
| Aurea                  | "Why?" (Porquê?)                   | Aurea              | Rui Massena (m), Aurea (l)                                                    |
| Blacci                 | "Mar no Fim"                       | Blacci             | Blacci, Gonzalo, Iolanda (m/l); Edu Monteiro, Hits Mike, Liam Cole, Stego (m) |
| Cubita                 | "Uma Mensagem Tua"                 | Cubita             | Scardini (m), Cubita (m/l)                                                    |
| Pongo e Tristany       | "DÉGRÁ.DÊ"                         | DJ Marfox          | DJ Marfox (m); Pongo, Tristany (l)                                            |
| Jonas                  | "Pontas Soltas"                    | Fábia Rebordão     | Fábia Rebordão                                                                |
| Fado Bicha             | "Povo pequenino"                   | Fado Bicha         | João Caçador (m), Lila Tiago (m/l)                                            |
| FF                     | "Como É Bom Esperar Alguém"        | FF                 | FF                                                                            |
| Diana Castro           | "Ginger Ale" (Cerveja de Gengibre) | Joana Espadinha    | Joana Espadinha                                                               |
| Kumpania Algazarra     | "A Minha Praia"                    | Kumpania Algazarra | Luís Barrocas (m/l), Francisco Amorim (m)                                     |
| Maro                   | "Saudade, saudade"                 | *Maro              | *Maro & John Blanda (m), *Maro (l)                                            |
| Norton                 | "Hope" (Esperança)                 | Norton             | Norton                                                                        |
| Os Azeitonas           | "Solta a Voz e Canta"              | Os Azeitonas       | Mário Brandão (m/l), João Salcedo (m)                                         |
| Inês Homem de Melo     | "Fome de Viagem"                   | Pedro Marques      | Pedro Marques (m), Galileu Granito (l)                                        |
| Pepperoni Passion      | "Código 30"                        | Pepperoni Passion  | António Santos, Pedro Ferreira, João Reis                                     |
| O Vampiro Submarino    | "Ao Lado de Mim"                   | PZ                 | PZ                                                                            |
| SYRO                   | "Ainda nos Temos"                  | SYRO               | SYRO (m/l); Ariel, Gonzalo Tau (m)                                            |
| TheMisterDriver        | "Calisun" (Sol da Califórnia)      | TheMisterDriver    | TheMisterDriver                                                               |
| Os Quatro e Meia       | "Amanhã"                           | Tiago Nogueira     | Tiago Nogueira                                                                |
| Valas & Os Astronautas | "Odisseia"                         | Valas              | Valas & Os Astronautas (m), Valas (l)                                         |

## Semifinais
São 10 as canções a concurso em cada semifinal, das quais 5 passam à Grande Final. À semelhança do que acontece no Festival da Eurovisão, durante as semifinais foram reveladas apenas as 5 canções mais votadas e que ficaram apuradas para a Final, sem revelar as pontuações individuais. As pontuações obtidas pelas canções, tanto no voto do júri como no voto do público, foram reveladas apenas depois da Final.

### 1.ª semifinal
A primeira semifinal decorreu nos estúdios da RTP, em Lisboa, no dia 5 de março de 2022, e foi apresentada por Jorge Gabriel e Sónia Araújo, com Inês Lopes Gonçalves a cargo da green room.
| Semifinal 1 – 5 de março 2022 | Semifinal 1 – 5 de março 2022 | Semifinal 1 – 5 de março 2022 | Semifinal 1 – 5 de março 2022 | Semifinal 1 – 5 de março 2022 | Semifinal 1 – 5 de março 2022 | Semifinal 1 – 5 de março 2022 | Semifinal 1 – 5 de março 2022 |
| #                             | Intérprete                    | Canção                        | Pontuação                     | Pontuação                     | Pontuação                     | Posição                       | Resultado                     |
| #                             | Intérprete                    | Canção                        | Júri                          | Televoto                      | Total                         | Posição                       | Resultado                     |
| ----------------------------- | ----------------------------- | ----------------------------- | ----------------------------- | ----------------------------- | ----------------------------- | ----------------------------- | ----------------------------- |
| 1                             | Os Quatro e Meia              | "Amanhã"                      | 6                             | 12                            | 18                            | 2                             | Finalista                     |
| 2                             | TheMisterDriver               | "Calisun"                     | 1                             | 1                             | 2                             | 10                            | Eliminada                     |
| 3                             | Diana Castro                  | "Ginger Ale"                  | 10                            | 4                             | 14                            | 4                             | Finalista                     |
| 4                             | FF                            | "Como É Bom Esperar Alguém"   | 8                             | 8                             | 16                            | 3                             | Finalista                     |
| 5                             | Norton                        | "Hope"                        | 2                             | 5                             | 7                             | 8                             | Eliminada                     |
| 6                             | Aurea                         | "Why?"                        | 7                             | 7                             | 14                            | 5                             | Finalista                     |
| 7                             | Kumpania Algazarra            | "A Minha Praia"               | 3                             | 2                             | 5                             | 9                             | Eliminada                     |
| 8                             | Maro                          | "Saudade, saudade"            | 12                            | 10                            | 22                            | 1                             | Finalista                     |
| 9                             | Valas & Os Astronautas        | "Odisseia"                    | 4                             | 3                             | 7                             | 7                             | Eliminada                     |
| 10                            | Fado Bicha                    | "Povo pequenino"              | 5                             | 6                             | 11                            | 6                             | Eliminada                     |

### 2.ª semifinal
A segunda semifinal decorreu nos estúdios da RTP, em Lisboa, no dia 7 de março de 2022, data do 65º aniversário da RTP, e foi apresentada por José Carlos Malato e Tânia Ribas de Oliveira, com Inês Lopes Gonçalves a cargo da green room.
| Semifinal 2 – 7 de março 2022 | Semifinal 2 – 7 de março 2022 | Semifinal 2 – 7 de março 2022 | Semifinal 2 – 7 de março 2022 | Semifinal 2 – 7 de março 2022 | Semifinal 2 – 7 de março 2022 | Semifinal 2 – 7 de março 2022 | Semifinal 2 – 7 de março 2022 |
| #                             | Intérprete                    | Canção                        | Pontuação                     | Pontuação                     | Pontuação                     | Posição                       | Resultado                     |
| #                             | Intérprete                    | Canção                        | Júri                          | Televoto                      | Total                         | Posição                       | Resultado                     |
| ----------------------------- | ----------------------------- | ----------------------------- | ----------------------------- | ----------------------------- | ----------------------------- | ----------------------------- | ----------------------------- |
| 1                             | Os Azeitonas                  | "Solta a Voz e Canta"         | 5                             | 4                             | 9                             | 7                             | Eliminada                     |
| 2                             | Cubita                        | "Uma Mensagem Tua"            | 1                             | 1                             | 2                             | 10                            | Eliminada                     |
| 3                             | Inês Homem de Melo            | "Fome de Viagem"              | 7                             | 12                            | 19                            | 2                             | Finalista                     |
| 4                             | SYRO                          | "Ainda nos Temos"             | 4                             | 10                            | 14                            | 4                             | Finalista                     |
| 5                             | Pepperoni Passion             | "Código 30"                   | 8                             | 5                             | 13                            | 5                             | Finalista                     |
| 6                             | Milhanas                      | "Corpo de Mulher"             | 12                            | 8                             | 20                            | 1                             | Finalista                     |
| 7                             | O Vampiro Submarino           | "Ao Lado de Mim"              | 2                             | 2                             | 4                             | 9                             | Eliminada                     |
| 8                             | Jonas                         | "Pontas Soltas"               | 6                             | 7                             | 13                            | 6                             | Eliminada                     |
| 9                             | Blacci                        | "Mar No Fim"                  | 3                             | 3                             | 6                             | 8                             | Eliminada                     |
| 10                            | Pongo e Tristany              | "DÉGRÁ.DÊ"                    | 10                            | 6                             | 16                            | 3                             | Finalista                     |

## Final
A final teve lugar nos estúdios da RTP, em Lisboa, no dia 12 de março de 2022. Foi apresentada, pela quarta vez consecutiva, por Filomena Cautela e Vasco Palmeirim, com Inês Lopes Gonçalves a cargo da green room.
| #  | Intérprete         | Canção                      | Pontuação | Pontuação | Pontuação | Posição |
| #  | Intérprete         | Canção                      | Júri      | Televoto  | Total     | Posição |
| -- | ------------------ | --------------------------- | --------- | --------- | --------- | ------- |
| 1  | Pongo e Tristany   | "DÉGRÁ.DÊ"                  | 7         | 3         | 10        | 6       |
| 2  | SYRO               | "Ainda nos Temos"           | 3         | 6         | 9         | 9       |
| 3  | Milhanas           | "Corpo de Mulher"           | 8         | 2         | 10        | 7       |
| 4  | Inês Homem de Melo | "Fome de Viagem"            | 2         | 7         | 9         | 8       |
| 5  | Aurea              | "Why?"                      | 6         | 5         | 11        | 5       |
| 6  | Os Quatro e Meia   | "Amanhã"                    | 4         | 10        | 14        | 2       |
| 7  | FF                 | "Como É Bom Esperar Alguém" | 6         | 8         | 14        | 3       |
| 8  | Diana Castro       | "Ginger Ale"                | 10        | 4         | 14        | 4       |
| 9  | Maro               | "Saudade, saudade"          | 12        | 12        | 24        | 1       |
| 10 | Pepperoni Passion  | "Código 30"                 | 1         | 1         | 2         | 10      |

### Júri regional
Nesta edição, e como tem sido habitual, o júri regional foi dividido em 7 regiões: cinco de Portugal Continental, bem como as das Regiões Autónomas de Açores e Madeira.
| Região                | Jurado 1 (Porta-voz) | Jurado 2         | Jurado 3          |
| --------------------- | -------------------- | ---------------- | ----------------- |
| Norte                 | Jorge Romão          | André Tentúgal   | Joana Brandão     |
| Centro                | Jacinta              | Gomo             | mema.             |
| Lisboa e Vale do Tejo | Miguel Ângelo        | Joana Alegre     | Mariana Norton    |
| Alentejo              | Jéssica Pina         | Duarte           | Paulo Ribeiro     |
| Algarve               | Pete tha Zouk        | Diana Silveira   | Paulo Silva       |
| Madeira               | Elisa                | Catarina Faria   | Tiago Sena Silva  |
| Açores                | Romeu Bairos         | Eugénia Contente | Herberto Quaresma |

#### Tabela de Votações
Para ver os nomes dos artistas e das respectivas canções, deverá colocar o cursor sobre as imagens numeradas de 1 a 10, que correspondem à ordem da atuação de cada canção na final do concurso.
| Ordem de Votação             | Distritos Votantes (Júris)      | Canções Pontuadas                             | Canções Pontuadas                        | Canções Pontuadas                            | Canções Pontuadas                                     | Canções Pontuadas              | Canções Pontuadas                           | Canções Pontuadas                                | Canções Pontuadas                           | Canções Pontuadas                         | Canções Pontuadas                               |
| Ordem de Votação             | Distritos Votantes (Júris)      | Artista: Pongo e Tristany/ Canção: "DÉGRÁ.DÊ" | Artista: SYRO/ Canção: "Ainda nos Temos" | Artista: Milhanas/ Canção: "Corpo de Mulher" | Artista: Inês Homem de Melo/ Canção: "Fome de Viagem" | Artista: Aurea/ Canção: "Why?" | Artista: Os Quatro e Meia/ Canção: "Amanhã" | Artista: FF/ Canção: "Como É Bom Esperar Alguém" | Artista: Diana Castro/ Canção: "Ginger Ale" | Artista: MARO/ Canção: "saudade, saudade" | Artista: Pepperoni Passion/ Canção: "Código 30" |
| ---------------------------- | ------------------------------- | --------------------------------------------- | ---------------------------------------- | -------------------------------------------- | ----------------------------------------------------- | ------------------------------ | ------------------------------------------- | ------------------------------------------------ | ------------------------------------------- | ----------------------------------------- | ----------------------------------------------- |
| 1                            | Norte                           | 8                                             | 2                                        | 5                                            | 3                                                     | 7                              | 10                                          | 4                                                | 6                                           | 12                                        | 1                                               |
| 2                            | Centro                          | 7                                             | 4                                        | 10                                           | 1                                                     | 6                              | 3                                           | 8                                                | 5                                           | 12                                        | 2                                               |
| 3                            | Lisboa e Vale do Tejo           | 8                                             | 6                                        | 7                                            | 4                                                     | 2                              | 5                                           | 1                                                | 12                                          | 10                                        | 3                                               |
| 4                            | Alentejo                        | 4                                             | 3                                        | 8                                            | 7                                                     | 6                              | 2                                           | 12                                               | 10                                          | 5                                         | 1                                               |
| 5                            | Algarve                         | 4                                             | 8                                        | 7                                            | 1                                                     | 12                             | 6                                           | 3                                                | 5                                           | 10                                        | 2                                               |
| 6                            | Madeira                         | 1                                             | 3                                        | 10                                           | 4                                                     | 5                              | 7                                           | 6                                                | 8                                           | 12                                        | 2                                               |
| 7                            | Açores                          | 10                                            | 1                                        | 5                                            | 4                                                     | 2                              | 3                                           | 6                                                | 7                                           | 12                                        | 8                                               |
| Resultados Parciais Júri     | Pontuação: votos                | 42                                            | 27                                       | 52                                           | 24                                                    | 40                             | 36                                          | 40                                               | 53                                          | 73                                        | 19                                              |
| Resultados Parciais Júri     | Pontuação: 50% Júri             | 7                                             | 3                                        | 8                                            | 2                                                     | 6                              | 4                                           | 6                                                | 10                                          | 12                                        | 1                                               |
| Resultados Parciais Júri     | Lugar só com votação do Júri    | 4.º                                           | 8.º                                      | 3.º                                          | 9.º                                                   | 5.º                            | 7º                                          | 5º                                               | 2.º                                         | 1.º                                       | 10.º                                            |
| Resultados Parciais Televoto | Pontuação: votos                | 3                                             | 6                                        | 2                                            | 7                                                     | 5                              | 10                                          | 8                                                | 4                                           | 12                                        | 1                                               |
| Resultados Parciais Televoto | Lugar só com Televoto           | 8.º                                           | 5.º                                      | 9.º                                          | 4.º                                                   | 6.º                            | 2.º                                         | 3.º                                              | 7.º                                         | 1.º                                       | 10.º                                            |
| Desfecho                     | Pontos Totais (Júri + Televoto) | 10                                            | 9                                        | 10                                           | 9                                                     | 11                             | 14                                          | 14                                               | 14                                          | 24                                        | 2                                               |
| Desfecho                     | Lugar                           | 6.º                                           | 9.º                                      | 7.º                                          | 8.º                                                   | 5.º                            | 2.º                                         | 3.º                                              | 4.º                                         | 1.º                                       | 10.º                                            |
|                              |                                 | Artista: Pongo e Tristany/ Canção: "DÉGRÁ.DÊ" | Artista: SYRO/ Canção: "Ainda nos Temos" | Artista: Milhanas/ Canção: "Corpo de Mulher" | Artista: Inês Homem de Melo/ Canção: "Fome de Viagem" | Artista: Aurea/ Canção: "Why?" | Artista: Os Quatro e Meia/ Canção: "Amanhã" | Artista: FF/ Canção: "Como É Bom Esperar Alguém" | Artista: Diana Castro/ Canção: "Ginger Ale" | Artista: MARO/ Canção: "saudade, saudade" | Artista: Pepperoni Passion/ Canção: "Código 30" |
| Canções Pontuadas            |                                 |                                               |                                          |                                              |                                                       |                                |                                             |                                                  |                                             |                                           |                                                 |

Legenda:
- Vencedor
- 2.° lugar
- Último lugar

## Transmissão
Pela segunda vez na história do Festival RTP da Canção esta edição teve a sua retransmissão na televisão espanhola através da TEN, TVG e RTVE.
| Área                      | Canal                                              | Comentadores |
| ------------------------- | -------------------------------------------------- | --- |
| Portugal                  | RTP1                                               | Sem comentadores |
| Portugal                  | Antena 1                                           | Noémia Gonçalves, Pedro Penim, Cláudia Pascoal                                                                                    |
| Portugal (resto do mundo) | RTP Internacional                                  | Sem comentadores |
| Portugal (África)         | RTP África                                         | Sem comentadores |
| Portugal (resto do mundo) | RTP Play                                           | Hugo Van Der Ding |
| Portugal                  | RTP Acessibilidades (em língua gestual portuguesa) | |
| Espanha                   | TEN                                                | [ 9 ] |
| Espanha                   | RTVE Play                                          | [ 9 ] |
| Galiza                    | TVG2                                               | Moncho Lemos e Xosé Manuel Martín                                                                                                 |
| Galiza                    | CRTVG na plataforma Twitch                         | Esther Estévez, Rodrigo Paganelli, Carlos Amado, Ricardo Saavedra, Manu Mahía, Héctor Anllo, Madalena Aragão e Ana Marta Contente |

## Audiências
| Gala         | Data                | Audiência   | Audiência | Audiência | Ref.   |
| Gala         | Data                | Espetadores | Rating    | Share     | Ref.   |
| ------------ | ------------------- | ----------- | --------- | --------- | ------ |
| 1ª Semifinal | 5 de março de 2022  | 548.400     | 5,8       | 12,7      | [ 11 ] |
| 2ª Semifinal | 7 de março de 2022  | 409.400     | 4,3       | 9,6       | [ 12 ] |
| Final        | 12 de março de 2022 | 638.900     | 6,7       | 16        | [ 13 ] |